# Bakonszeg
Bakonszeg é um município da Hungria, situado no condado de Hajdú-Bihar. Tem 35,03 km² de área e sua população em 2015 foi estimada em 1.194 habitantes.